# نووپوکروفکا (سرزمین آلتای)
نووپوکروفکا (به لاتین: Novopokrovka) یک منطقهٔ مسکونی در روسیه است که در سرزمین آلتای واقع شده‌است.